# Hôtel de Galliffet
L'Hôtel de Galliffet è un hôtel particulier situato tra rue de Varenne 50 e rue de Grenelle 73, nel VII arrondissement di Parigi. È sede dell'Istituto Italiano di Cultura di Parigi e della delegazione italiana presso l'OCSE.

## Storia
Il palazzo fu costruito tra 1776 e 1792 da Étienne-François Le Grand e dallo scultore Jean-Baptiste Boiston per il marchese Simon-Alexandre de Galliffet, presidente del Parlamento di Provenza, al posto del precedente palazzo del presidente Talon, risalente al 1680.
Sequestrato come patrimonio di emigrato nel 1792, fu assegnato nel 1794 al Ministero delle Relazioni estere.
Nel 1821 gli eredi del marchese de Galliffet riuscirono a rientrare in possesso del palazzo, che fu diviso in appartamenti ed in parte affittato, tra gli altri all'infante di Spagna don Francisco de Paule nel 1838 e al nunzio papale nel 1850.
Successivamente, nel 1894, lo Stato italiano lo prese in affitto nella sua interezza per poi acquistarlo nel 1909 e farne la sede dell'ambasciata. La sede diplomatica fu trasferita nel 1938 nel vicino Hôtel de Boisgelin.
Situato al centro di un isolato, il palazzo è collegato a rue de Varenne e a rue de Grenelle da un passaggio creato nel XIX secolo dall'architetto Jean-Louis Provost; comunica poi con rue du Bac, sulla quale, all'altezza del numero 84, si trovava un tempo l'entrata del giardino, cancellata nel 1837.
I prospetti sul cortile e sul giardino sono celebri per i colonnati in ordine gigante.